# Canegrate
Canegrate est une commune italienne d'environ 12 300 habitants située dans la ville métropolitaine de Milan, dans la région de la Lombardie, dans l'Italie nord-occidentale.

## Administration
| Période                                  | Période | Identité | Étiquette | Qualité |
| ---------------------------------------- | ------- | -------- | --------- | ------- |
|                                          |         |          |           |         |
| Les données manquantes sont à compléter. |         |          |           |         |

### Communes limitrophes
Legnano, San Vittore Olona, San Giorgio su Legnano, Parabiago, Busto Garolfo.